# Varga Géza (amatőr kutató)
Varga Géza (Biharkeresztes, 1947. –) amatőr írástörténeti kutató, önmeghatározása szerint írástörténész. Álláspontjait és téziseit képzett, hivatásos szakértők nem tekintik valódi tudományos tevékenységnek, ezért rendszerint figyelmen kívül hagyják, mások Vargát önjelölt szakértőnek tartják.

## Tevékenysége
Alapítója a mára megszűnt Írástörténeti Kutatóintézet nevű civil szervezetnek és a Sindümúzeum néven működő írástörténeti-néprajzi magángyűjteménynek.
Amatőr kutatóként az írás történetét kutatja és olyan témakörökkel foglalkozik, mint az írásrendszerek rokonsága, a szójeleket alkalmazó írásrendszerek összevetése, az írás fejlődését eredményező társadalmi változások, a fonetikus írás megjelenését kikényszerítő nyelvi-kulturális körülmények stb.

### Kapcsolata a tudományos főáramlat képviselőivel
Varga nézetei sok főbb ponton szemben állnak nemcsak MTA, de a nemzetközi tudomány véleményével is. Varga Géza egyik művében arra utal, hogy „a finnugrizmus esetében a tudományos tisztánlátást elsősorban azok a tudományon kívüli szempontok akadályozzák, amelyek már a születésekor is meghatározták e tudományterület elveit és gyakorlatát.” A finnugor rokonság és a magyarság elnyomása között is párhuzamot lát. Úgy jellemzi, hogy az elmélet a világosi fegyverletételt (tehát a magyarok legyőzését) követően emelkedett fel az és virágozhatott az ország szovjet megszállása alatt. Ez ellen az állítás ellen Csúcs Sándor a következő módon érvel: a szabadságharc bukása után a Habsburgoknak közömbös volt, hogy a megvetett és legyőzött magyarok kikkel állnak rokonságban. A finnugor nyelvtudomány minőségi fejlődése az Osztrák-Magyar Monarchiában létrejött önálló kultúr- és tudománypolitikával lépett minőségi szintre. Az oroszosításra törekvő szovjet hatóságok valójában gátolták a magyar kutatókat a finnugor népcsoportok kutatásában, nehogy növekedjen ezen népek presztízse.
Hivatásos szakértőkkel szemben megfogalmazott állítása többek között, hogy szerinte a Magyar Nemzeti Múzeum munkatársai egy leletről azért reszeltek le egy részt, hogy a finnugor nyelvrokonság elméletét cáfoló tárgyi bizonyítékot ezzel eltüntessék. 2018-ban a Wikipédia egyes szerkesztőit támadta, s szerinte ebben az ügyben a múzeummal együttműködtek, nézeteit pedig kicenzúrázzák az enciklopédia lapjairól. Az Akadémiát a székely írást illető kérdésekben 2018 májusában áltudományossággal vádolta.
2019 januárjában nyílt levélben fordult Kásler Miklóshoz, amelyben szándékát fejezte ki a létrehozandó Magyarságkutató Intézettel való együttműködésre, ami szerinte lehetővé tenné, hogy az eddig eltitkolt bizonyítékok nyilvánosságra hozatalát, így igazolást nyerne azon állítása, hogy a magyarság és a magyar írásbeliség már a bronzkorban is létezett.

### „Írástörténeti Kutató Intézet” nevű civil szervezet
Az 1992-től 12 éven át működő „Írástörténeti Kutató Intézet” civil szervezetet a Nap Fiai alapítvány alapította. Könyvsorozatot adtak ki és előadássorozatot tartottak.

### Sindümúzeum

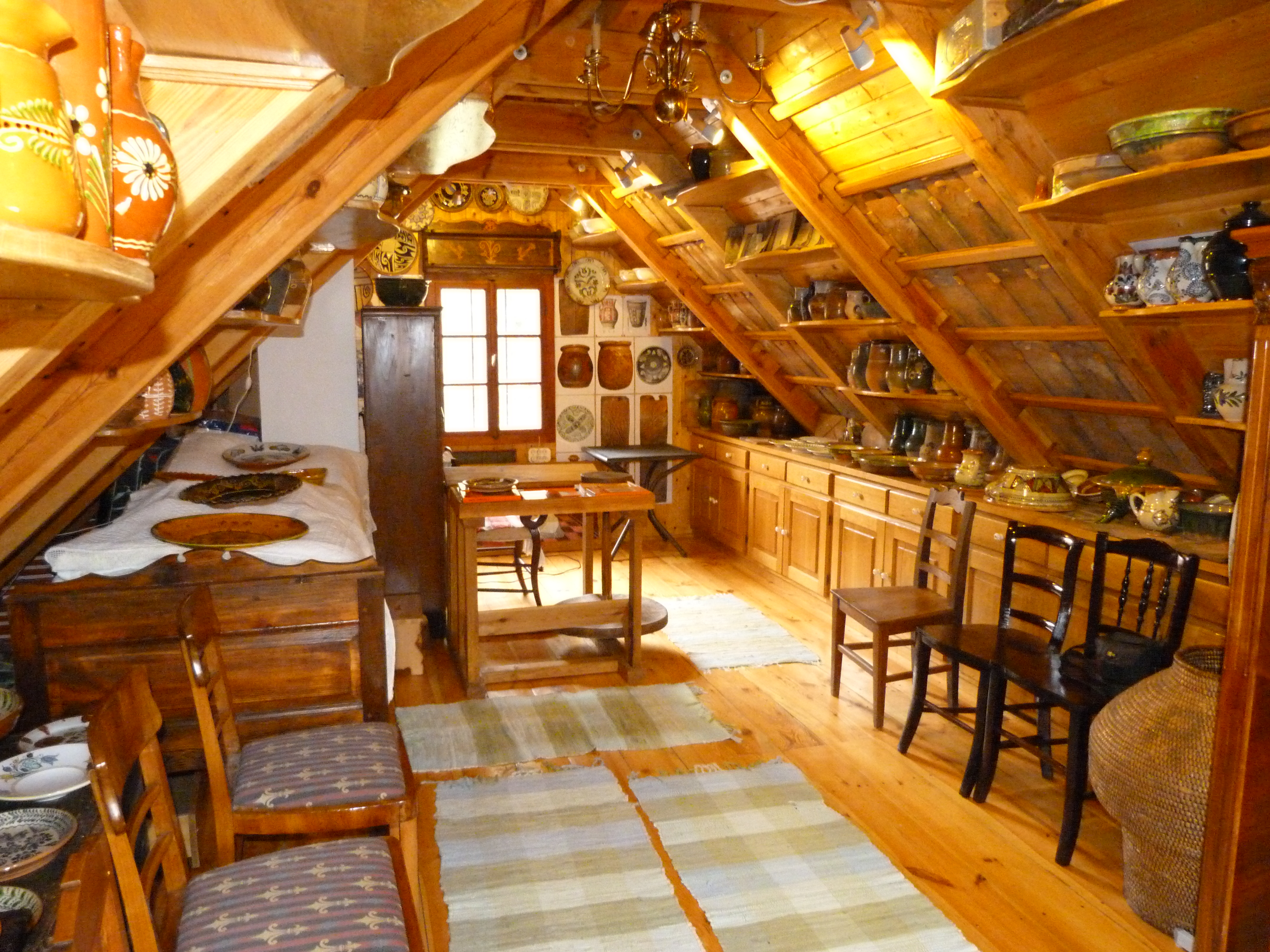
Sindümúzeum

Falusi szálláshely részeként működő magánkiállítás, melyet Varga Géza a magyar jeltörténet és az Őrség jeleket hordozó népművészeti emlékeinek bemutatására hozott létre. Tevékenységében a szálláshely, és a magánmúzeum hirdetése és nézeteinek népszerűsítése gyakran összefügg.

### Alternatív elméletei
Varga Géza több alternatív elmélete révén is ismertséget szerzett. Elméleteit jórészt az írástörténettel foglalkozó szervezete gondozásában megjelent kiadványaiban jelentette meg. Elképzelései közül például az alábbiak nevezetesebbek:
- „Budapesti hun jelvény”: A leletet Varga Géza közölte. A Magyar Nemzeti Múzeum főigazgatója által aláírt letéti szerződés és átvételi elismervény, valamint Erdélyi István és Ráduly János rováskorpusza szerint  rovásírásfelirattal rendelkező hun lelet.[17][18]
- A Szent Korona mervi keletkezésének elmélete, illetve székely jelpárhuzamok a Szent Koronán: Varga szerint a Szent Koronát a mervi oázisban készítették 531 táján a szabírhunok számára. Elméletét a tanulmányában felsorolt történeti forrásokon kívül arra a megfigyelésére alapozta, miszerint a korona tervezői székely rovásjelekkel rokon hieroglifákat építettek a koronába. Szerinte és Ludvig Rezső ötvös szerint ezek nem ötvösszakmai megoldások, hanem ősvallási jelentőségű hieroglifák, amelyek mondanivalója a koronaeszme lényegével azonos.  Forrás: http://mek.oszk.hu/16100/16161/16161.pdf
- Vélekedése szerint kőkori eredetű, a népvándorlás, a honfoglalás és az Árpádok korában is alkalmazott, szójelekkel írt imádságok találhatóak a karcagi csatkarikán, a berekböszörményi gyűrűn, a regölyi gyűrűn és más régészeti leleteken.[19][20][21]

## Vélemények Varga Gézáról
Varga Gézát elméletei miatt gyakran éri kritika a nyelvész és történész szakma képviselői részéről. Csúcs Sándor nyelvész és egyetemi tanár szerint Varga Géza azon állítását, hogy a finnugor rokonság elmélete és a magyarság idegen elnyomásának terméke nem próbálja meg igazolni. Csúcs Sándor rámutat arra az ellentmondásra is, hogy Varga a szkíta és hun nyelvekkel rokonítja a magyart, miközben azt elismeri, hogy a szkíta nyelvről keveset tudunk, csak elgörögösített személy-, isten-, nép-, folyó-, város-, stb. nevek maradtak fenn. Viszont mégis kiindul az acél görög-magyar szópárhuzamból.
Sándor Klára nyelvész 1996-ban a székely rovásírás történeti kutatásának hiányosságaival kapcsolatban szóba hozta Varga Géza egyik munkáját, a Bronzkori magyar írásbeliséget, amelyet a szerző 1993-ban jelentetett meg. Sándor Klára hangsúlyozza, hogy szükség van a rovásírás tényszerű és tudományos leírására, hiszen a magyar nyelvtörténet és írásbeliségnek fontos része. Erre azonban Varga Géza könyve szerinte nem alkalmas.
Ugyancsak Sándor Klára említi Varga Gézával és a hozzá hasonló amatőrökkel kapcsolatban: „…vannak, akik a világ bármely részén, bármely nyelvű feliraton képesek székely betűket fölfedezni, más Európa ősírásának tartja, s ezzel a magyarság Kárpát-medencei eredetének bizonyítékát látja benne.”
A hivatásos, képzett tudósok közül eddig Kiszely István antropológus volt, aki elismerte és helyeselte Varga Géza munkásságát, s hozzá hasonlóan úgy látta, hogy a finnugor elmélet az ún. „monarchikus-marxista történelemszemlélet” terméke. Kiszely tudományos és közéleti tevékenységének megítélése hullámzó volt, de az máig ellentmondásos.
Varga Géza a genetikát, mint nyelvészeti befolyásoló tényezőt is fel akarja hozni érvként a magyar nyelv finnugor mivolta ellen. Klima László nyelvész és régész szerint felesleges genetikai szálakat, genetikai eredetet a történeti nyelvészetbe keverni. A tudósok között is általános vélemény, hogy a gének nem befolyásolják okvetlenül a nyelvek alakulását, hisz már számos alkalommal előfordult a történelemben nyelvátvétel illetve nyelvcsere népek között, mint amilyen a onogur-bolgárok esete a szlávokkal, de akad olyan példa, hogy a domináns helyzetben lévő kisebb létszámú népesség is át tudja adni a nyelvét a nála nagyobb létszámú népességnek, mint a dél-amerikai spanyol és portugál hódítók esete az indián őslakosokkal. Klima szerint „A 20-21. században zajlott és ma is zajló kutatások nem gyengítették meg a magyar nyelv uráli (finnugor és szamojéd) nyelvcsaládba való tartozásának tételét. Napjainkban a nyelvészeten belül csak a történeti nyelvészet módszereit nem értő, a nyelvtudomány más területeit művelő (és művelt) kutatók fogalmaztak meg ellenvéleményeket az uráli nyelvcsaláddal és a magyar nyelv eredetével kapcsolatban…” Továbbá hozzátette: „Magyarországon sokan érzelmi alapon utasítják el a finnugor nyelvrokonságot, ennek immár két évszázados hagyománya van nálunk.”

## Könyvei
Varga főbb könyvei:
- Varga Géza. Bronzkori magyar írásbeliség. Budapest: Írástörténeti Kutatóintézet (1993). ISBN 963 04 3712 0
- Varga Géza. A székely rovásírás eredete. Budapest: Írástörténeti Kutatóintézet (1998). ISBN 963 03 4505 6. Hozzáférés ideje: 2017. november 30.
- Varga Géza. A magyarság jelképei. Budapest: Írástörténeti Kutatóintézet (1999)
- Varga Géza. A székelység eredete. Budapest: Írástörténeti Kutatóintézet (2001). ISBN 963 00 5981 9. Hozzáférés ideje: 2017. november 30.
- Varga Géza. Magyar hieroglif írás. Budapest: Írástörténeti Kutatóintézet (2017) ISBN 978-963-12-4918-7